# Petr Macek
Petr Macek (Praga, 23 aprile 1981) è uno scrittore, giornalista e sceneggiatore ceco.
Ha iniziato a scrivere sin dai 18 anni. In Repubblica Ceca sono state pubblicate decine di suoi libri di vari generi letterari. I suoi romanzi, trattanti Sherlock Holmes, sono stati pubblicati in Inghilterra e anche in Italia, in quest'ultimo paese con il titolo Sherlock Holmes: il messaggero di Hitler e Sherlock Holmes: l'angelo della vendetta.
Ha scritto anche alcuni volumi della serie francese Mark Stone. Importante è anche il suo lavoro in campo delle sceneggiature per fumetti: Insieme al artista Petr Kopl ha ideato il primo supereroe originale ceco di nome Zázrak, nonché Pérák, personaggio attivo nella seconda guerra mondiale. I due hanno inoltre scritto un romanzo indipendente diedero su Conan.